# Remo Stars FC
Der Remo Stars Football Club ist ein 2004 gegründeter nigerianischer Fußballverein aus Shagamu, der aktuell in der ersten Liga, der Nigeria Professional Football League, spielt.

## Erfolge
- Nigerianischer Meister: 2024/25
- Nigerianischer Vizemeister: 2022/23

## Stadion
Der Verein trägt seine Heimspiele im Remo Stars Stadium in Ikenne aus. Das Stadion hat ein Fassungsvermögen von 20.000 Personen.

## Trainerchronik
Stand: Oktober 2024
| Trainer           | Nation  | von               | bis             |
| ----------------- | ------- | ----------------- | --------------- |
| Daniel Ogunmodede | Nigeria | 30. Oktober 2016  | 30. August 2021 |
| Fatai Osho        | Nigeria | 6. September 2018 | 17. Januar 2019 |
| Kennedy Boboye    | Nigeria | 17. Januar 2019   | 7. Mai 2019     |
| Gbenga Ogunbote   | Nigeria | 1. September 2021 | 1. August 2022  |
| Daniel Ogunmodede | Nigeria | 5. August 2022    |                 |